# Schifffahrtskaufmann
Der Schifffahrtskaufmann oder Reedereikaufmann ist ein auf die Belange der Schifffahrt oder Reederei ausgebildeter Kaufmann.
Die Ausbildung zum Schifffahrtskaufmann ist in der Verordnung über die Berufsausbildung zum Schifffahrtskaufmann/zur Schifffahrtskauffrau (SchKfmAusbV) geregelt. Sie beträgt in der Regel 3 Jahre, kann unter Umständen aber auf 2½ bzw. 2 Jahre verkürzt werden. Die Aufgaben umfassen die Organisation von Gütertransporten aller Art, die über See gehen. Schifffahrtskaufleute sind in Linienschifffahrtsunternehmen, Trampschifffahrtsunternehmen oder in Schiffsmaklereien tätig. Sie stehen in weltweitem Kontakt mit Kunden, Lieferanten, Bordpersonal sowie mit allen übrigen Dienstleistern der Seeverkehrs- und Hafenwirtschaft. Die Ausbildung kann sich entweder auf Linien- oder auf Trampschifffahrt konzentrieren.
In Deutschland wird der Schifffahrtskaufmann in dualer Ausbildung theoretisch und praktisch unterwiesen. Er beginnt als Azubi in einer Reederei, einer Schiffsmaklerei oder bei einem Linienagenten und besucht ein- bis zweimal wöchentlich eine entsprechende Berufsschule. An einigen Schulen erfolgt der Unterricht in Blöcken.
Schifffahrtskaufleute üben einen der ältesten landseitigen Berufe in der Seeschifffahrt aus. Der Schifffahrtskaufmann legt sich in der Regel auf einen der folgenden Schwerpunkte fest:
- Schiffsmaklerei
- An- und Verkaufsmakler (vermittelt den Verkauf von Seeschiffen, das heißt, er vermittelt zwischen potenziellen Käufern und Verkäufern, ähnlich einem Immobilienkaufmann)
- Befrachtungsagent (bringt Schiff und größere Ladungspartien, wie Massengut und Projektladungen, zusammen, verhandelt Verträge, wie Booking-Notes oder Charterpartys, sorgt für Verladung und Löschung)
- Klarierungsagent (Linie oder Tramp, sorgt für die Abfertigung des Seeschiffs im Hafen, das heißt, er bestellt Dienstleister wie Schlepper, Festmacher, Lotsen usw. Er kümmert sich um Schiff (Reparaturen, Ausrüstung) und Mannschaft (Arztbesuche, An- und Abmusterung, Hotels, Tickets))
- Linienagent (örtlicher Vertreter einer Linien-Reederei. Seine Aufgabe ist es, Exportladung zu akquirieren, bei Bedarf den Vortransport zu arrangieren, für die Verladung und Dokumentation zu sorgen, Importladungen bei den Empfängern zu avisieren, die Entlöschung zu arrangieren und für die Auslieferung an den rechtmäßigen Empfänger zu sorgen.)

Schifffahrtskaufleute gibt es weltweit (meist in einem Seehafen), die Aufgabenbereiche sind ähnlich, die Geschäftssprache ist Englisch. Dadurch können sie geographisch sehr flexibel (global) eingesetzt werden (oder sich einen entsprechenden Einsatzort aussuchen). Der Beruf des Schifffahrtskaufmanns ist eng verwandt mit dem des Speditionskaufmanns.

## Weiterbildungsmöglichkeiten
- Geprüfter Verkehrsfachwirt
- Geprüfter Betriebswirt